# Фино-Морнаско
Фино-Морнаско (итал. Fino Mornasco) — коммуна в Италии, располагается в регионе Ломбардия, подчиняется административному центру Комо.
Население составляет 8712 человек (на 2004 г.), плотность населения составляет 1175 чел./км². Занимает площадь 7 км². Почтовый индекс — 22073. Телефонный код — 031.
Покровителем населённого пункта считается святой Стефан. Праздник ежегодно празднуется 26 декабря.